# آنت سالمین
آنت سالمین (به انگلیسی: Annette Salmeen) (زادهٔ ۷ دسامبر ۱۹۷۴) شناگر اهل ایالات متحده آمریکا است.